# Мыленки (Трехалёвская волость)
Мыленки — деревня в Невельском районе Псковской области России. Входит в состав Усть-Долысской волости.

## География
Расположена в 20 км к северу от райцентра, города Невель, и в 1 км к югу от бывшего волостного центра, деревни Трехалёво.

## Население
| 2001 | 2002 | 2010 |
| ---- | ---- | ---- |
| 29   | ↘26  | ↘22  |

Численность населения деревни по оценке на начало 2001 года составляла 29 человек.

## История
С января 1995 до апреля 2015 года деревня входила в состав ныне упразднённой Трехалёвской волости.